# Russkoje slowo

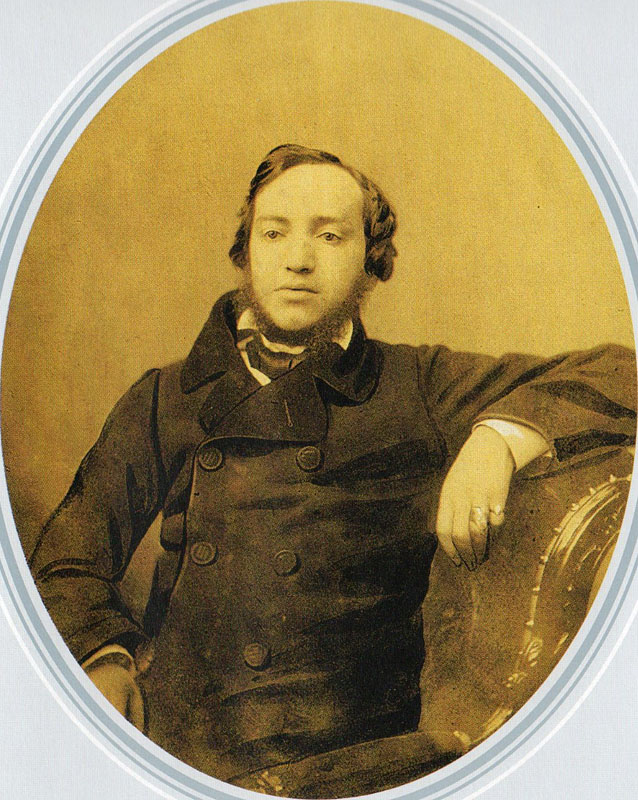
G. A. Kuschelew

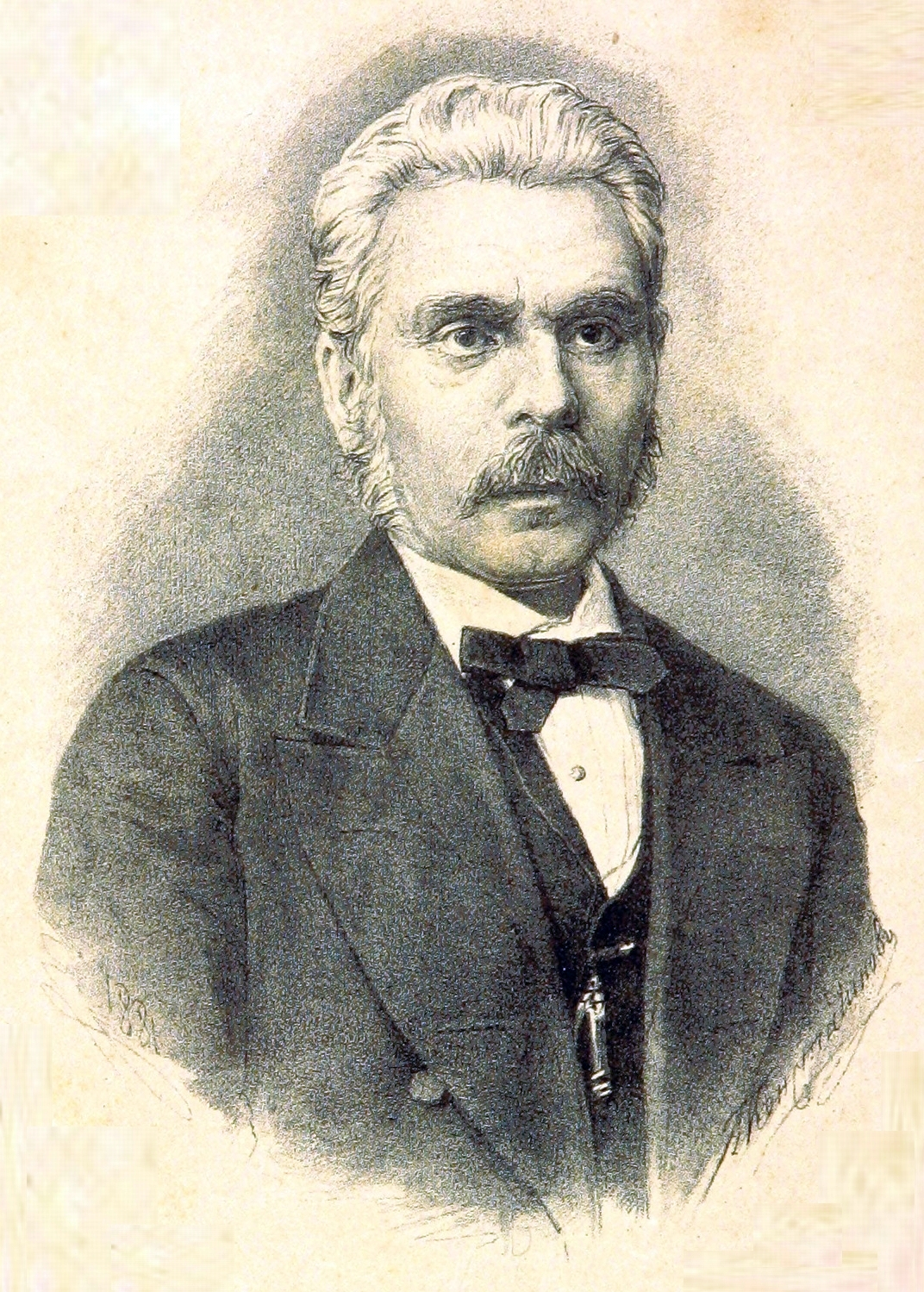
G. Je. Blagoswetlow

Russkoje slowo (russisch Русское слово, wiss. Transliteration Russkoe slovo / Russkoye Slovo „Das russische Wort“) ist eine St. Petersburger Monatszeitschrift, die von 1859 bis 1866 von Graf G. A. Kuschelew-Besborodko herausgegeben wurde. Sie galt als Sprachrohr des Nihilismus.
Bis 1862 befand sich die Redaktion im eigenen Haus des Grafen Kuschelew am Gagarin-Ufer 24. Als Redakteure wurden zunächst Jakow Polonski und Apollon Grigorjew eingeladen, doch schon bald wurden sie durch A. Chmelnizki ersetzt, der mit Literatur nur wenig zu tun hatte.
Das Magazin wurde mit speziellen Studien gefüllt, oft recht respektabel (Fjodor Buslajew, Nikolai Kostomarow und andere), aber von wenig Interesse für die breite Öffentlichkeit. Mitte der 1860er Jahre lud Graf Kuschelew Grigori Jewlampjewitsch Blagoswetlow ein, Redakteur zu werden; im selben Jahr wurde Dmitri Pissarew Mitarbeiter von Russkoje slowo, und die Zeitschrift nahm sofort eine radikale Richtung an.
Nach den Maifeuern wurde Russkoje slowo wegen Dmitri Pissarews Artikel "Armer russischer Gedanke" in der Mai-Ausgabe 1862 für sechs Monate suspendiert (zur gleichen Zeit wie Sowremennik). Dem Besitzer des Magazins wurde zu verstehen gegeben, dass er sich durch die Veröffentlichung eines solchen Magazins kompromittiere. Zu diesem Zeitpunkt hatte er genug davon, sich mit literarischen Figuren herumzuschlagen, und so übergab er die Zeitschrift an Blagoswetlow. Zu dieser Zeit zog die Redaktion in Millers (Миллер) Haus in der Bokolownaja ulitsa 3.
In der Polemik mit Sowremennik, die einige Jahre später aufkam, wurde der kostenlose Bezug der Zeitschrift sehr oft erwähnt und Blagoswetlow wurde ständig das Geschenk des Grafen vorgeworfen, als ob er sich an der "Front" des Grafen verdient gemacht hätte, indem er in der "gräflichen Livree" schlief. In Wirklichkeit aber hat Blagoswetlow den Erfolg der Zeitschrift vollständig geschaffen. Er gab ihr auch jene besondere Art von Radikalität, die Russkoje slowo von Sowremennik unterschied.
Mit dem endgültigen Übergang zu Blagoswetlow wurde Russkoje slowo zum wortführenden Organ der Bewegung der 1860er Jahre. In den radikalen Schichten dieser Bewegung gab es zwei Strömungen: eine, die durch den Sowremennik der Zeit von N. G. Tschernyschewski und N. A. Dobroljubow vertreten wurde, die andere drückte sich durch das Aufkommen des sogenannten „Nihilismus“ mit seiner affektiven Härte und brutalen Verachtung von allem Alten aus, nur weil es alt war.
Das russische Wort spiele vor allem in der Person von Pissarew, W. A. Saizew, N. W. Sokolow, M. A. Filippow eine wichtige Rolle in der Geschichte der ersten Hälfte der 1860er Jahre.
Russkoje slowo wurde dank der bissigen Artikel von Pissarew, Saizew und Sokolow, teilweise von N. W. Schelgunow und A. P. Schtschapow, populär. Unter den Belletristik-Autoren waren I. F. Baschin und N. A. Blagoweschtschenski aktiv (er war gegen Ende der verantwortliche Redakteur), und nur gelegentlich erschienen Erzählungen und Romane von Marko Wowtschok, Lewitow, A. K. Michailow-Scheller, N. G. Pomialowski, F. M. Reschetnikow, K. M. Stanjukowitsch, G. I. Uspenski.
Nach dem Attentat von Karakosow im Jahr 1866 wurde Russkoje slowo zusammen mit Sowremennik auf kaiserlichen Befehl geschlossen.
Nach der Schließung der Zeitschrift haben die Herausgeber von Russkoje slowo (Russisches Wort) eine wissenschaftlich-literarische Sammlung namens Lutsch vorbereitet und herausgegeben, die aus Artikeln und Belletristik der Hauptmitarbeiter bestand und als Entschädigung für die unveröffentlichten Bände im Zusammenhang mit dem Verbot der Zeitschrift herausgegeben wurde. Nach der Veröffentlichung des ersten Bandes im selben Jahr bereitete der Verleger G. Je. Blagoswetlow den zweiten Band der Sammlung vor, der in der Druckerei verhaftet und verboten wurde, und der Herausgeber wurde strafrechtlich verfolgt. Zu diesem Zeitpunkt wurde die Veröffentlichung der Sammlung eingestellt.